# Pobuschany
Pobuschany (ukrainisch Побужани; russisch Побужаны, polnisch Pobużany) ist ein Dorf im Norden der ukrainischen Oblast Lwiw mit etwa 1000 Einwohnern (2004).
Das Dorf gehört zur Stadtgemeinde Busk, bis 2020 war es das administrative Zentrum der gleichnamigen Landratsgemeinde im Rajon Busk, zu der noch das Dorf
Laneriwka (Ланерівка ⊙) mit etwa 30 Einwohnern gehörte. Pobuschany liegt am Ufer des Westlichen Bugs 8 km nordwestlich vom ehemaligen Rajonzentrum Busk und etwa 60 km nordöstlich von der Oblasthauptstadt Lwiw.

## Geschichte
Die Ortschaft wurde 1433 zum ersten Mal schriftlich erwähnt und lag zunächst, als Teil der Adelsrepublik Polen, in der Woiwodschaft Bełz. Von 1772 bis 1918 gehörte das unter seinem polnischen Namen Pobużany zum österreichischen Galizien.
Nach dem Ende des Ersten Weltkrieges kam der Ort zur Westukrainischen Volksrepublik und daran anschließend zur Zweiten Polnischen Republik (in die Woiwodschaft Tarnopol, Powiat Kamionka Strumiłowa, Gmina Busk). Im Zweiten Weltkrieg ab September 1939 von der Sowjetunion und zwischen Sommer 1941 und 1944 von Deutschland besetzt und in den Distrikt Galizien eingegliedert.
Nach dem Ende des Krieges wurde Pobuschany der Sowjetunion zugeschlagen und kam dort zur Ukrainischen SSR. Nach dem Zerfall der Sowjetunion wurde das Dorf 1991 Teil der unabhängigen Ukraine.